# Guillaume Martin
Guillaume Martin (født 9. juni 1993 i Paris) er en professionel cykelrytter fra Frankrig, der er på kontrakt hos Groupama-FDJ.
Ved Critérium du Dauphiné 2020 endte han på tredjepladsen.